# KDDIグループ
KDDIグループ（英: KDDI Group）は、第二電電（京セラ系）、日本移動通信（トヨタ系）、ケイディディの3社合併により誕生した大手電気通信事業者のKDDIを中核とする日本の企業グループ。この所以から、京セラグループとトヨタグループの双方に属する。

## 概要
KDDIグループは2025年3月31日現在、中核企業のKDDIおよび連結子会社189社、共同支配企業47社で構成される。また、同グループの営む事業は「パーソナル事業」と「ビジネス事業」に大別される（後述）。太字：重要子会社。

## KDDI
KDDIと沖縄セルラーを中心とした電気通信サービスの提供
KDDI株式会社【東証プライム・9433】 - 電気通信事業
- 沖縄セルラー電話株式会社【東証スタンダード・9436】（KDDI 51.9％） - 沖縄での総合通信業務
  - OTNet株式会社（沖縄セルラー 77.5%） - 沖縄での電力系通信事業。旧沖縄通信ネットワーク。
  - 沖縄セルラーアグリ&マルシェ株式会社（沖縄セルラー 100.0%） - アグリ事業、マルシェ事業、ネットワーク事業
  - 沖縄セルラーみらいクリエイト株式会社（沖縄セルラー 100.0%） - 沖縄での通信系ベンチャー企業
- 中部テレコミュニケーション株式会社（KDDI 80.5％、中部電力 19.5%） - 中部地方での固定通信サービス

## パーソナル事業
個人向けに5G通信サービスをコアとして、金融、エネルギー、LXなどの各種サービスを提供。
≪提供ブランド≫「au」「UQ mobile」「povo」
【移動通信事業】
| - 株式会社ワイヤ・アンド・ワイヤレス（KDDI 95.2％） - 公衆無線LANサービス「ギガぞうWi-Fi」、無線ブロードバンド事業 - KDDI Digital Life株式会社（KDDI 100.0％） - オンライン型MVNO「povo」の展開 |  | - UQコミュニケーションズ株式会社（KDDI 32.3%） - WiMAXを活用したデータ通信サービス - 株式会社ソラコム【東証グロース・147A】（KDDI 40.68%） - IoT系ベンチャー企業 |

【コンテンツ・メディア事業】
- Supership株式会社（KDDI 83.6％、電通グループ 16.4%） - DX事業。2024年4月1日にSupershipホールディングスが初代Supershipを合併の上、現商号に変更[6]。

| - DATUM STUDIO株式会社（Supership 100.0%） - データテクノロジー業務 - ちゅらデータ株式会社（Supership 100.0%） - IT系ベンチャー企業 |  | - Momentum株式会社（Supership 100.0%） - ネット広告関連サービス - 株式会社Ultra Impression（テレビ朝日、サイバーエージェント他との合弁） - デジタル動画広告配信プラットフォームの構築・運用 |

| - 株式会社A-Sketch（アミューズとの合弁） - 音楽レーベル事業 - 株式会社ナターシャ（KDDI 90.0％） - ニュースサイト「ナタリー」の運営等 - コネヒト株式会社（KDDI 100.0%） - 情報サイト「mamari」の運営・開発等 - 株式会社ロイヤリティ マーケティング（KDDI 20.0％） -「Ponta」事業 - 株式会社カカクコム【東証プライム・2371】（KDDI 17.4％） - Webメディア「価格.com」の運営等 |  | - 株式会社Mediba（KDDI 100.0%） - 「auスマートパス」の展開等 - 株式会社ブックリスタ（ソニー・ミュージック、TOPPANホールディングス、朝日新聞社との合弁） - 電子書籍事業者 - TELASA株式会社（テレビ朝日との共同出資） - SVOD配信事業者 - 株式会社Gunosy【東証プライム・6047】（KDDI 14.7％） - 総合ニュースコンテンツ「グノシー」の運営事業等 |

【CATV事業】
- JCOM株式会社（KDDI 50.0％、住友商事 50.0％） - ケーブルテレビ局、番組配信会社の統括運営

| - 株式会社ジェイコムウエスト（JCOM 93.1%） - ケーブルテレビ局の運営 |  | - ジュピターショップチャンネル株式会社（JCOM 55.0%） - 通販ショップ「ショップチャンネル」の運営等 |

【金融事業】
- auフィナンシャルホールディングス株式会社（KDDI 100.0％） - 金融事業の統括（金融持株会社）

| - auじぶん銀行株式会社（au FH 100%） - 銀行業 - auペイメント株式会社（au FH 100%） - 電子マネー「au PAY」「WebMoney」の展開等 - auフィナンシャルパートナー株式会社（au FH 50.0%、FPパートナー 50.0%） - 生命保険業、損害保険業等 - au損害保険株式会社（au FH 51.0%、あいおいニッセイ同和損害保険 49.0%） - 損害保険業 |  | - auフィナンシャルサービス株式会社（au FH 100.0%） - クレジットカード事業等 - auアセットマネジメント株式会社（au FH 66.6%、大和証券グループ本社 33.4%） - 金融商品取引業 - au Reinsurance Corp.（au FH 100.0%） - ミクロネシア連邦における専属保険会社 - ライフネット生命保険株式会社【東証グロース・7157】（au FH 18.33%） - 生命保険業 |

【物販・小売事業】
| - auコマース&ライフ株式会社（KDDI 100.0%） - 「au PAY マーケット」の企画・運営 - 株式会社Loco Partners（KDDI 100.0%） - ホテル・旅館の宿泊予約サイト「Relux」の運営 |  | - 株式会社モバオク（KDDI 33.4％、DeNA 66.6％） - インターネットオークションの運営 - 株式会社ローソン（KDDI 50.0%、三菱商事 50.0%） - コンビニエンスストア事業 |

【教育事業】
- 株式会社イーオンホールディングス（KDDI 100.0％） - 英会話教室などを営む子会社の統括

| - 株式会社イーオン（イーオンHD 100.0%） - 英会話教室の運営 - 株式会社留学ジャーナル（イーオンHD 100.0%） - 語学留学の関連事業 - 株式会社インターカルト日本語学校（イーオンHD 100.0%） - 日本語学校の運営等 |  | - 株式会社mpi松香フォニックス（イーオンHD 100.0%） - 英語教材の開発・出版等 - AEON Intercultural USA Corp.（イーオンHD 100.0%） - 米国での講師募集 |

- KDDIラーニング株式会社（KDDI 100.0%） - 研修の企画・開発・実施・支援、宿泊研修施設の運営
- 株式会社ディジタルグロースアカデミア（KDDI 49.9%、チェンジホールディングス 50.1%） - 法人向けDX人材の育成等

【テーマパーク運営事業】
- KCJ GROUP株式会社（伊藤忠商事、三井物産との共同出資） - 日本国内でのキッザニアの運営

【ドローン事業】
- KDDIスマートドローン株式会社（日本航空との共同出資） - ドローン事業

## ビジネス事業
法人向けにスマートフォン等のデバイスやネットワーク、クラウド、データセンターサービス等を提供。
≪提供ブランド≫「TELEHOUSE」

【インターネット関連事業】
| - ビッグローブ株式会社（KDDI 100.0％） - ネットワークなどの情報サービス関連事業 - ジー・プラン株式会社（三井住友カードとの共同出資） - Gポイント、メディア、広告代理店など - DXGoGo株式会社（KDDI 51.0%、オプティム 49.0%） - AI事業、ビジネス開発事業 |  | - 株式会社GEOTRA（KDDI 49.0％、三井物産 51.0%） - 位置情報データを活用したコンサルティング業 - エコモット株式会社【東証グロース/札証アンビシャス・3987】（KDDI 20.1％） - IoTを活用したシステムインテグレーター - 株式会社JPIX（ソニーグループ他6社との合弁） - インターネットエクスチェンジ事業 |

【セールス・マーケティング】
- KDDIまとめてオフィス株式会社（KDDI 95.0％、パーソルキャリア 5.0%） - 法人営業、法人向けマーケティング。2025年4月1日に地域子会社4社を吸収合併[7]。

【DX関連事業】
- KDDI Digital Divergence Holdings株式会社（「KDH」、KDDI 100.0%） - DX事業の統括

| - アイレット株式会社（KDH 100.0%） - システム開発等 - 株式会社KDDIウェブコミュニケーションズ（KDH 100.0%） - デジタルマーケティング等 - 株式会社フライウィール（KDDIとの合弁）- データエンジニアリング業務 |  | - 株式会社EYLZA（KDH 53.4%） - 東京大学発祥のAI系ベンチャー企業 - KDDIアジャイル開発センター株式会社（KDH 100.0％） - アジャイル開発・保守 - Scrum Inc. Japan株式会社（Scrum Inc.（米国）との合弁） - アジャイル開発の支援業務等 |

【エネルギー関連事業】
- auエネルギーホールディングス株式会社（KDDI 100.0％） - エネルギー関連事業の統括

| - auエネルギー&ライフ株式会社（auエネルギー 100.0%） - 「auでんき」等の電力小売事業 - 株式会社エナリス（auエネルギー 59.0%、電源開発 41.0%） - 法人向け電力・ガス事業など |  | - auリニューアブルエナジー株式会社（auエネルギー 80.0%、京セラ 20.0%） - 発電事業、電力供給・販売の管理 |

- 鹿児島メガソーラー発電株式会社（京セラ、IHI他4社との共同出資） - 鹿児島七ツ島メガソーラー発電所の運営等

【auショップ関連事業】
| - KDDIプリシード株式会社（KDDI 100.0％） - auショップの運営等 |  | - KDDI Sonic-Falcon株式会社（KDDI 100.0％） - 店舗販売支援事業 |

## その他
通信設備の建設や保守、ICTに係る研究・開発などの提供

【ネットワーク・建設・運用・保守事業】
| - KDDIエンジニアリング株式会社（KDDI 100.0%） - 通信インフラ（総合エンジニアリング）事業 - TEPCO光ネットワークエンジニアリング株式会社（KDDI 49.0％、東京電力パワーグリッド 51.0％） - 通信インフラ事業 - KFコネクト株式会社（KDDI 49.0％、富士通ネットワークソリューションズ 51.0％） - モバイルインフラ事業 |  | - KDDIケーブルシップ株式会社（KDDI 100.0%） - 海底ケーブルの敷設・保守等 - 日本通信エンジニアリングサービス株式会社（KDDI 83.8％） - 通信インフラ事業 - K&Nシステムインテグレーションズ株式会社（KDDI 49.0％、NECネッツエスアイ 51.0％） - モバイルインフラ事業等 |

【情報通信エンジニアリング】
| - 株式会社ARISE analytics（KDDI 85.0％、Accenture PLC（アイルランド）15.0％） - KDDIデジタルセキュリティ株式会社（KDDI 51.0%、ラック 49.0%） - 株式会社ディーファイブコンサルティング（データフォーシーズとの合弁） - 京セラコミュニケーションシステム株式会社（KDDI 23.6%、京セラ 76.6%） |  | - KDDI xG Networks株式会社（伊藤忠テクノソリューションズとの共同出資） - KDDIデジタルデザイン株式会社（野村総合研究所との共同出資） - 株式会社ラック（KDDI 100.0％） - サイバーセキュリティ業務 |

【コンタクトセンター・ITソリューション事業】
- アルティウスリンク株式会社（「AL」、KDDI 51.0%、三井物産 49.0%） - 旧KDDIエボルバ（KDDI系）と旧りらいあコミュニケーションズ（三井物産系）の合併により設立[8][9]。

| - 株式会社マックスコム（AL 100.0%） - アルティウスリンク アップス株式会社（AL 100.0%） - Altius Inspriro, Inc.（AL 100.0%） - Altius Link Vietnam JSC（AL 100.0%） |  | - 株式会社ウィテラス（AL 100.0%） - 株式会社ビジネスプラス（AL 100.0%） - Altius Infocom, Inc.（AL 100.0%） - MOCAP Limited（AL 100.0%） |

【リサーチ・先端技術開発】
| - 株式会社KDDI総合研究所（KDDI 91.7％） - 情報・通信に係るシンクタンク、コンサルティング業など |  | - 株式会社KDDIテクノロジー（KDDI 100.0％） - システム開発、技術コンサルティング |

【関連会社・団体】
| - 株式会社KDDIチャレンジド（KDDI 100.0%） - 特例子会社 - 公益財団法人 KDDI財団 - 助成・社会貢献 |  | - 一般財団法人 KDDIグループ共済会 - KDDIグループ従業員の相互扶助・生活支援サービス |

## グローバル事業
≪駐在員事務所≫
| - KDDI北京駐在員事務所（中国北京市） |  | - KDDI上海駐在員事務所（上海市） |

### 東南アジア・オセアニア
- KDDI Asia Pacific Pte Ltd（KDDI 100.0％） - 東南アジア・オセアニア地域統括会社

| - KDDI (Thailand) Ltd. - タイでの通信事業等 - PT. KDDI INDONESIA - インドネシアでの通信事業等 - KDDI Myanmar Co., Ltd. - ミャンマーでの通信事業等 - KDDI Vietnam Corporation - ベトナムでの通信事業等 - KDDI India Pvt. Ltd. - インドでの通信事業等 |  | - KDDI MALAYSIA Sdn. Bhd. - マレーシアでの通信事業等 - KDDI PHILIPPINES Corporation - フィリピンでの通信事業等 - KDDI Middle East LLC - 中東地域での通信事業等 - KDDI Australia Pty Ltd. - オーストラリアでの通信事業等 |

- KDDI Summit Global Singapore Pte. Ltd.（住友商事との合弁） - 持株会社
  - KDDI Summit Global Myanmar Co., Ltd. - 郵電公社[注釈 2]との共同携帯通信事業[10][11]
- TELEHOUSE (Thailand) Ltd. - タイでのデータセンター事業

### 東アジア
| - 北京凱迪迪愛通信技術有限公司 - 北京市を中心とした通信事業等 - 日本凱訊（香港）有限公司 - 香港での通信事業等 - 台灣凱訊電信股份有限公司 - 台湾での通信事業等 - KDDI Korea Corporation - 韓国での通信事業等 |  | - 上海凱迪迪愛通信技術有限公司 - 上海市を中心とした通信事業等 - 上海凱訊通信工程有限公司 - 総合ICT事業 - 広州開訊通信技術有限公司 - 広州市を中心とした通信事業等 |

- Mobicom Corporation LLC（住友商事、Newcom LLC[注釈 3]との共同出資） - モンゴル最大の総合通信事業者
- KKCompany Technologies Inc.（KDDI 45.1％） - アジア最大のメディアテクノロジー。旧KKBOX Group[12]

### ヨーロッパ
- KDDI Europe Limited - ヨーロッパ地域統括会社

| - KDDI FRANCE SAS - フランスでの通信事業等 |  | - KDDI DEUTSCHLAND GmbH - ドイツでの通信事業等 |

- TELEHOUSE International Corporation of Europe - ヨーロッパでのデータセンター事業

### 北アメリカ・南アメリカ
| - KDDI America, Inc. - 北米・中南米での総合ICT事業等 - TELEHOUSE International Corporation of America - 米国でのデータセンター事業 |  | - Telehouse Canada, Inc. - カナダにおける通信事業等。旧KDDI Canada, Inc. - KDDI Do Brasil Solucoes Em Tecnologia Ltda - ブラジルでの日系企業向けICTサービス等 |